# تعليم للصم

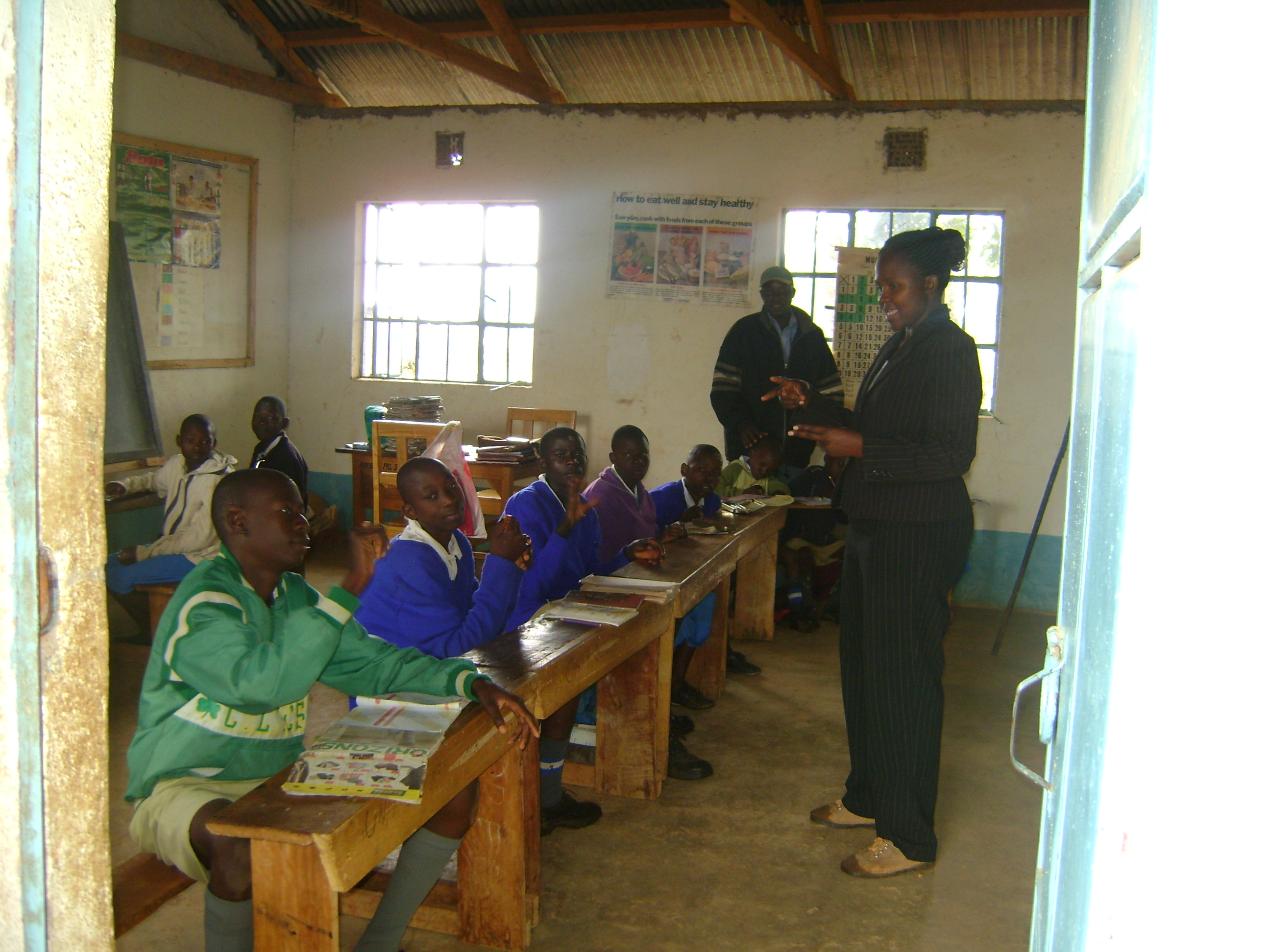

تستخدم المدارس أساليب مختلفة لتوفير خدمات تعليمية لطلاب محددين من الصم. ويمكن تقسيمها بشكل عام إلى أربع فئات، بحسب ما إذا وإلى أي مدى يتصل الطالب الأصم مع الطلاب من غير الصم:
- الدمج: وفي هذا الأسلوب، يقضي الطلاب  من ذوي الاحتياجات التعليمية للصم كل اليوم الدراسي أو على الأقل أكثر من نصفه مع الطلاب العاديين، لأنه يمكن أن يستلزم الدمج تعديل جوهري في المناهج الدراسية عامة. وتستخدمه معظم المدارس فقط مع الطلاب الذين يتم اختيارهم من المصابين بالصمم بدرجة خفيفة إلى متوسطة، والمعترف بها كواحدة من أفضل الممارسات.[1][2]

 ويمكن توفير خدمات متخصصة داخل أو خارج الصفوف العادية، وهذا يتوقف على نوع الخدمة. ويمكن للطلاب أحيانا ترك الصفوف الدراسية العادية لحضور صفوفا أصغر حجما أو دورات تعليمية مكثفة في غرفة المصادر أو الحصول على خدمات أخرى متعلقة بذلك والتي قد تتطلب أجهزة متخصصة أو قد تكون معطلة لبقية الصف، مثل علاج النطق والتخاطب.
- التعميم: يشير إلى ممارسة تعليم الطلاب الصم في صفوف مع طلاب من غير الصم خلال فترات زمنية محددة على أساس مهاراتهم. ويتم فصل الطلاب الصم في صفوف منفصلة بشكل خاص بقية اليوم الدراسي.[4]
- العزل: يكون في أحد الفصول المجهزة أو في مدرسة خاصة: وفي هذا النموذج، لايقضي الطلاب من ذوي الاحتياجات الخاصة وقتا في الصفوف العادية أو مع الطلاب غير المعاقين. ويمكن للطلاب المعزولين الالتحاق بنفس المدرسة حيث تتوفر الصفوف العادية، لكن يقضون وقتهم بشكل خاص في أحد الصفوف المستقلة بالطلاب ذوي الاحتياجات الخاصة. وإذا كانت صفوفهم الدراسية الخاصة موجودة في المدارس العادية، هذا قد يوفر فرصا عدة لتحقيق الدمج الاجتماعي، فعلى سبيل المثال من خلال تناول وجبات الطعام مع الطلاب غير المعاقين [5] بدلا من التحاقهم بمدارس خاصة.[4]
- الإقصاء: أي أن الطالب لا يتلقى التعليم في أي مدرسة حيث أنه مستبعد منها. ومن الناحية التاريخية فقد تم استبعاد معظم الطلاب الصم من المدارس،[6] وهذا الإقصاء قد يحدث حين لا توجد ولاية قانونية لخدمات التعليم الخاصة، كما هو الحال في البلدان النامية. وقد يحدث أيضا عندما يكون الطالب في المستشفى[4] أو نزيل دار (المحجوزون في الأماكن العلاجية)،[4] أو معتقل من قبل نظام العدالة الجنائية.[بحاجة لمصدر]  فقد يتلقى هؤلاء الطلاب تعليما متبادلا بين شخصين أو تعليما جماعيا. ولا يعتبر الطلاب الذين تم تعليقهم أو طردهم مستبعدون من هذا المعنى.